# Eadmer
Eadmer, eller Edmer, född cirka 1060, död cirka 1124, var en medeltida historiker, teolog och kyrkoman av engelsk, ej normandisk härkomst.

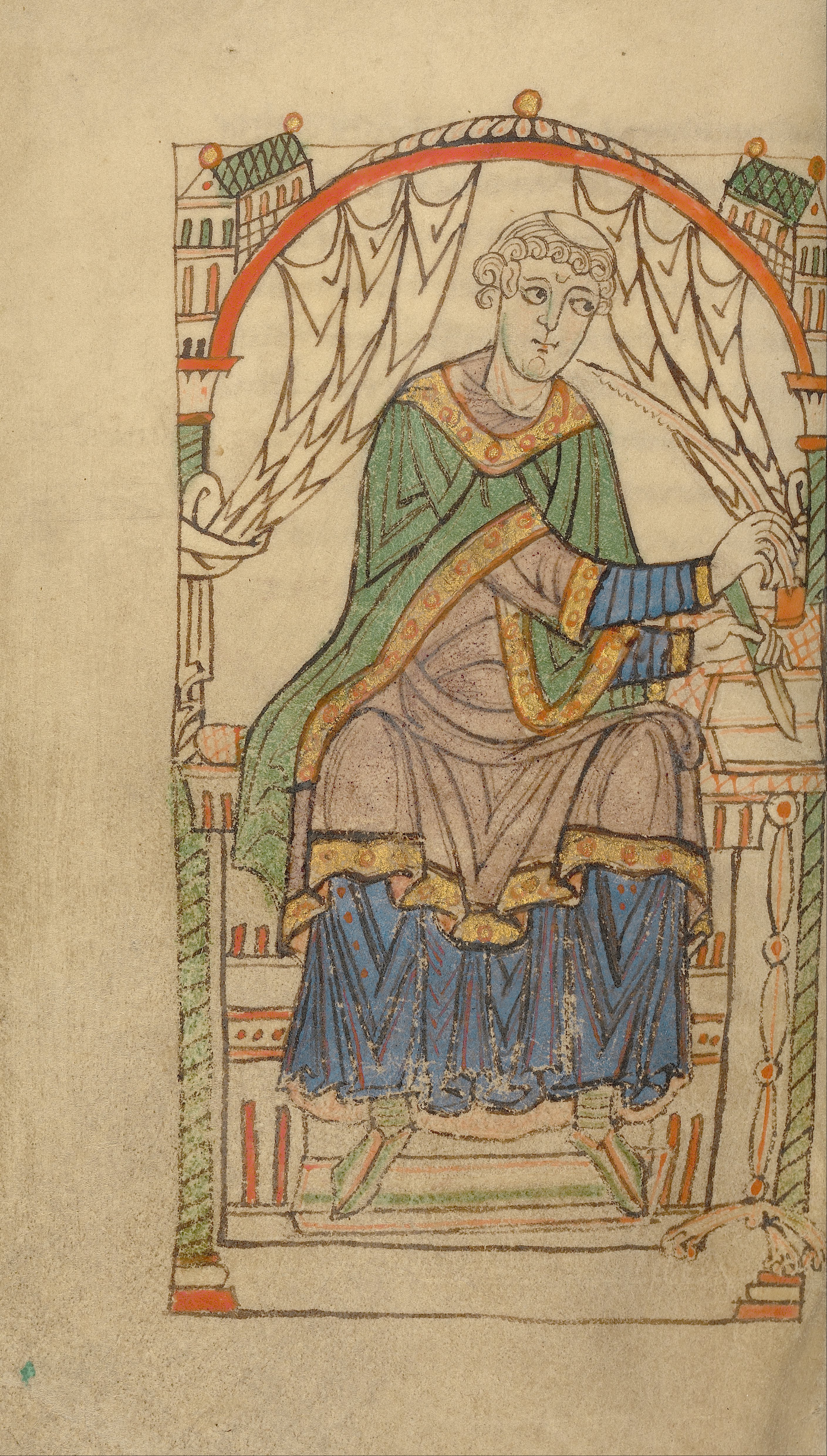
Eadmer (omkring 1140–1150)

Han blev munk i det benediktinska klostret Christ Church i Canterbury, där han lärde känna Anselm, som då besökte England som abbot av Le Bec. Vänskapen återupptogs då Anselm blev ärkebiskop av Canterbury 1093; därefter var Eadmer inte bara hans lärjunge och anhängare, utan även hans vän och handledare, utsedd formellt av påven Urban II. 1120 utsågs han till ärkebiskop av S:t Andrews, men då skottarna vägrade tillkännage ärkebiskopsätet Canterburys auktoritet blev han vigd, och kort därefter gav han upp dessa anspråk. Hans död tros ha inträffat 1124. Eadmer bör även uppmärksammas som en av de första förespråkarna för den katolska doktrinen om Jungfru Marias obefläckade avlelse i sin  De Conceptione sanctae Mariae.
Eadmer efterlämnade ett stort antal skrifter varav den viktigaste är hans Historia novorum, ett verk som huvudsakligen handlar om Englands historia mellan 1066 och 1122. Även om den mest handlar om kyrkliga ärenden är forskare eniga om att det är ett av de bästa och mest värdefulla verken i sitt slag.